# Romek Árpád
Romek Árpád (Budapest, 1883. április 22. – Budapest, 1960. március 22.) magyar festőművész. 

## Életpályája
Tanulmányait a Mintarajziskolában végezte.  Mesterei Balló Ede és Hegedűs László voltak.  A báró Kohner-féle ösztöndíjjal képezte magát Szolnokon 1906 és 1908 között.  Belföldi csoportos tárlatokon rendszeresen szerepelt. Művei közül naturalisztikus csendéletei  (Az ősz, Ötvösművek a 17. századból, Régi könyvek stb.) emelkednek ki.

## Díjai, elismerései
- Fészek-díj (1917),
- a Műcsarnok díja (1922)

## Művei gyűjteményekben
Művei megtalálhatók a Magyar Nemzeti Galériában, Bombay, Transwal, Belfast, Glasgow képtáraiban, a British Múzeumban, a Holland Királyi Múzeumban.